# Stowarzyszenie Dziedzictwo Mniejszości Karpackich

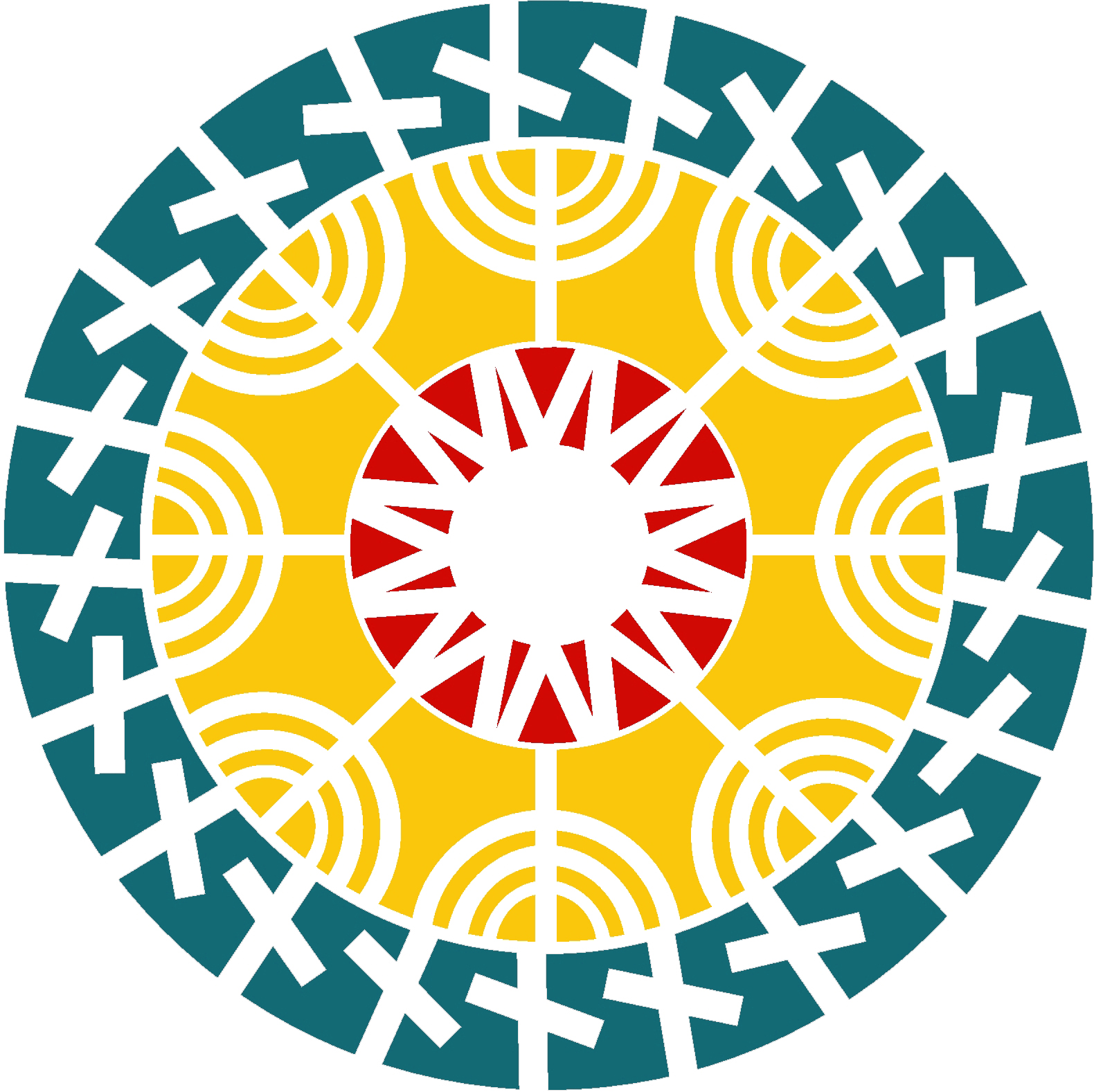
Logo SDMK

Stowarzyszenie Dziedzictwo Mniejszości Karpackich w Zagórzu / SDMK (ukr. Товариство Спадщина Карпатських Меншин, ang. Heritage of Carpathian Minorities Association) – organizacja non-profit, utworzona w 2005, kiedy Ewa Bryła zorganizowała grupę mieszkańców Gór Słonnych oraz miłośników Karpat, by uporządkować cerkwisko oraz cmentarz greckokatolicki we wsi Tyrawa Wołoska. Początkowo ideą przewodnią założycieli była ochrona dziedzictwa przodków zmuszonych do opuszczenia ojcowizny w wyniku tragicznych wydarzeń Akcji Wisła.
Obecnie celem SDMK jest działalność na rzecz wielokulturowej oraz wieloreligijnej społeczności wschodniej części Karpat położonych w Polsce. W pierwszej kolejności Stowarzyszenie podejmuje działania na rzecz kultur ginących w tym rejonie, a więc ukraińskiej a następnie żydowskiej.
Adres: Stowarzyszenie Dziedzictwo Mniejszości Karpackich, ul. Filtrowa 19, 38-540 Zagórz, woj. podkarpackie.

## Zadania
- inwentaryzacja cennych kulturowo zasobów regionalnych
- zachowanie krajobrazu kulturowego (m.in. przeprowadzanie remontów, zabezpieczeń)
- edukacja kulturowa (m.in. warsztaty, szkolenia, seminaria, tworzenie ścieżek dydaktycznych)
- badania naukowe wieloetnicznej kultury karpackiej
- popularyzacja wiedzy o lokalnym dziedzictwie kulturowym
- publikacja opracowań (w postaci map, przewodników, folderów, informatorów, albumów, książek i in.) w wersji papierowej i elektronicznej
- ochrona lokalnego środowiska naturalnego
- wzmacnianie godności narodowej i etnicznej społeczności karpackich

## Partnerzy
- Akademia Rozwoju Filantropii
- Caritas Grodno, Białoruś
- Fundacja Bieszczadzka
- Fundacja im. Stefana Batorego
- Fundacja Wspomagania Wsi
- Koło Naukowe Budownictwa Wydziału Architektury Politechniki Krakowskiej
- Lokalna Organizacja Turystyczna "Wrota Karpat Wschodnich"
- Nadleśnictwo Brzozów
- Polskie Towarzystwo Turystyczno-Krajoznawcze, Oddział "Ziemia Sanocka"
- Polsko-Amerykańska Fundacja Wolności
- Stowarzyszenie "Jeden Świat" (polski oddział SCI - Service Civil International)
- Stowarzyszenie Magurycz
- Stowarzyszenie społeczno-kulturalne "U podnóża Gór Słonnych"
- Ekołokulturnyj centr BAHMAT, Ukraina
- Urząd Gminy Tyrawa Wołoska
- Urząd Miasta i Gminy Zagórz

## Projekty
- Kadisz jatom. Między Sanem a Osławą (2009-2010)

Cel. Przywrócenie pamięci o społeczności żydowskiej Zagórza, obozie pracy Zwangslager Zaslaw oraz miejscu straceń ok. 10 tys. ofiar. w Zasławiu. 
Zadania: 
- - Upamiętnienie miejsca kaźni: utworzenie ścieżki dydaktycznej z trójjęzycznym oznakowaniem (stacja kolejowa, obóz pracy, miejsce straceń), utworzenie makiety obozu.
  - Wmurowanie nowej tablicy upamiętniającej ofiary.
  - Wywiady środowiskowe młodzieży z najstarszymi mieszkańcami Zagórza oraz świadkami zdarzeń.
  - Prezentacja wyników na szkolnej wystawie.

Partnerzy: Gimnazjum nr 1 oraz Gimnazjum nr 2 w Zagórzu, Fundacja Ochrony Dziedzictwa Żydowskiego, Urząd Miasta i Gminy Zagórz. 
Projekt realizowany w ramach konkursu Działaj Lokalnie VI. 
- Inwentaryzacja obiektów architektury cerkiewnej (2009)

Cel. Sporządzenie pomiarów i dokumentacji architektoniczno-konserwatorskiej cerkwie (bądź ich ruin) i obiektów przycerkiewnych we wsiach Pogórza Bukowskiego, Nadosławia i Bieszczadów: Nagórzany, Płonne, Serednie (ob. Średnie Wielkie), Żernica, Hulskie i Krywe. 
Zadania: 
- - Inwentaryzacja terenowa.
  - Sporządzenie dokumentacji.
  - Wystawa.
  - Publikacja wyników w zeszytach naukowych.

Obóz był organizowany wspólnie z Kołem Naukowym Budownictwa Wydziału Architektury Politechniki Krakowskiej. 
- Tyrawska spadszczyna - Lachawa (2009-2010)

Cel. Utworzenie ekomuzeum nieistniejącej wsi Lachawa położonej na górze Horb w gminie Tyrawa Wołoska na pograniczu Gór Słonnych i Pogórza Przemyskiego. 
Zadania. 
- - Inwentaryzacja stanu wsi z utworzeniem mapki (trakty, parcele, kapliczki).
  - Zamieszczenie tablic informacyjnych i kierunkowskazów.
  - Remont zburzonej kapliczki.
  - Oczyszczenie traktów wiejskich (od strony Krecowa, Dobrej, Dobrzanki i Kuźminy), a także zabezpieczenie z porządkowaniem studni i podmurówek nieistniejących budynków (szkoła, chaty).

Projekt rozpoczął się wiosną 2009 od rozpoznania terenu pracy i obozowania. Część pierwsza, inwentaryzacja odbyła się w dniach 9-23 sierpnia 2009 r. W 2010 r. realizacja części drugiej remontowej. Współpraca z Nadleśnictwem Brzozów. Projekt realizowany w ramach konkursu Kultura Bliska. 
- Wielokulturowa Tyrawa Wołoska - cz. III (początek w 2009 r. )

Cel: kontynuacja programu ratowania dziedzictwa gminy rozpoczętego w 2006 roku. 
Zadania: 
- - Ogrodzenie terenu cerkwi i cmentarz parafii greckokatolickiej p. w. Św. Paraskiewy w Tyrawie Wołoskiej.
  - Remont nagrobków na cmentarzu przykościelnym parafii rzymskokatolickiej p. w. Św. Mikołaja w Tyrawie Wołoskiej i parafialnym (oddalonym o ok. 100m.)
  - Porządkowanie cmentarza żydowskim kahału tyrawskiego - cd.
  - Dokończenie porządkowania cmentarzy (tzw. drugich, grzebalnych) we wsiach Hołuczków i Rakowa.

Początek realizacji projektu nastąpił wiosną 2009 r. od rozpoczęcia prac przy ogrodzeniu, następnie podczas obozu w dniach 30 kwietnia - 3 maja 2009 r. Kolejny obóz odbył się w dniach 12-26 lipca 2009 r. 
- Inwentaryzacja 4 cerkwi (2008)

Cel: wykonanie kompletnej inwentaryzacji architektonicznej na następujących obiektach murowanych będących w stanie ruiny: 
- - Królik Wołoski, cerkiew pw. Przeniesienia Relikwii św. Mikołaja, 1843.
  - Mrzygłód, cerkiew pw. Zaśnięcia Przeczystej Bogarodzicy, 1901.
  - Tarnawa Górna, cerkiew pw. Zaśnięcia Matki Bożej, 1817.
  - Olchowa, cerkiew pw. Soboru Bogarodzicy 1840 / 1865 / 1887.

Projekt realizowany we współpracy z Kołem Naukowym Budownictwa Wydziału Architektury Politechniki Krakowskiej (opieka naukowa dr hab. inż. arch. Jan Kurek) oraz Stowarzyszeniem Magurycz (koordynacja Damian Nowak). 
- Wielokulturowa Tyrawa Wołoska - cz. II

Cele:
- - Badania językowe i kulturoznawcze wśród lokalnej społeczności prowadzone z udziałem Koła Naukowego Ukrainoznawstwa Uniwersytetu Marii Curie-Skłodowskiej pod nadzorem dr Marii Borciuch
  - Oczyszczenie 3 cmentarzy wyznaniowych z drzew, krzaków i trawy (pierwszy raz od 1947 r.)
  - Remont ok. 30 nagrobków kamiennych i betonowych z końca XIX i początku XX w. z zachowaniem technik konserwatorskich, pod nadzorem Szymona Modrzejewskiego
  - Inwentaryzacja aktualnego stanu cmentarzy: fotograficzno-opisowa
  - Zgromadzenie materiałów archiwalno-historycznych nt. wsi Hołuczków i Siemuszowa celem wydania opracowania nt. wieloetnicznej kultury tych wsi.

Daty i miejsce projektu: 1 kwietnia 2008 r. – 31 października 2008 r., Siemuszowa, Hołuczków, Rakowa (wsie gminy Tyrawa Wołoska). Projekt międzynarodowy. 
- Tyrawska spadszczyna – Hołuczków

Cele:
- - Oczyszczenie cmentarzy greckokatolickich w Hołuczkowie i w Rakowej z drzew i krzaków
  - Remont 8-12 nagrobków piaskowcowych (liczba ta może wzrosnąć w trakcie prac)
  - Inwentaryzacja nagrobków oraz wszystkich zabytków wsi Hołuczków (gmina Tyrawa Wołoska, powiat sanocki, województwo podkarpackie)

Daty i miejsce projektu: 1 czerwca 2008 r. – 30 września 2008 r., Hołuczków, Rakowa wsie gminy Tyrawa Wołoska. 
- Wielokulturowa Tyrawa Wołoska

Cele:
- - Oczyszczenie 4 cmentarzy wyznaniowych w Tyrawie Wołoskiej (greckokatolicki i izraelicki), w Krecowie, Rozpuciu (obydwa greckokatolickie)
  - Geodezyjne odnowienie granic cmentarzy
  - Remont nagrobków na tychże cmentarzach
  - Odkopanie i zabezpieczenie ruin zburzonej cerkwi pw. Św. Paraskiewy w Tyrawie Wołoskiej
  - Utworzenie szlaku kulturowego po licznych zabytkach gminy Tyrawa Wołoska
  - Szkolenie dla właścicieli gospodarstw agroturystycznych i miejscowych twórców ludowych oraz seminarium z wieloetnicznego dziedzictwa kulturowego miejscowości Gór Słonnych
  - Warsztaty z udziałem mieszkańców poświęcone wieloetniczności, sztuce sepulkralnej, sakralnej i świeckiej grup etnicznych zamieszkałych niegdyś Góry Słonne
  - Rozpoczęcie badań nad kulturą materialną i duchową Rusinów oraz Żydów (o charakterze naukowym)

Daty i miejsce projektu: 1 czerwca 2007 r. - 30 września 2007 r., Tyrawa Wołoska, Rozpucie, Kreców. Projekt międzynarodowy. 
- Tyrawska spadszczyna (początek 2005)
  - Celem wieloetapowego projektu jest wyeksponowanie świadectw istnienia na terenie całej gminy Tyrawa Wołoska kultury Rusinów Nadsańskich. Dzięki temu mamy nadzieję przyczynić się do wzajemnego zrozumienia obecnych mieszkańców tegoż terenu. Poprzez pomoc kilku organizacji, lokalnych władz oraz wspólną pracę wolontariuszy chcemy odkrywać nie tylko materialne ślady, ale co ważniejsze - pamięć okrytą dotychczas milczeniem.